# Valentovce
Valentovce, rusínsky Валентiвцi, maďarsky Valentóc, jsou obec na Slovensku v okrese Medzilaborce, v Nízkých Beskydech, v Laborecké vrchovině na horním toku potoka Belianka v povodí Laborce. Žije zde 38 obyvatel.

## Historie
Valentovce jsou poprvé písemně zmíněny v roce 1808 jako Walentice. Po roce 1877 byla obec začleněna do obce Zbudská Belá (v té době maďarsky Izbugyabéla). Od roku 1950 jsou Valentovce samostatná obec.
V období první světové války probíhaly v okolí obce boje armády Rakousko-Uherska proti armádě Ruska, známé pod názvem Velikonoční bitva v Karpatech (1915). Na hranici obcí Zbojné a Valentovce byl v 19. století postaven myslivecký zámeček. Zámeček byl zničen během bojů v 1. světové válce, kdy Rusové zastavili frontu nad obcí Zbojné. V této oblasti začaly urputné boje muže proti muži. Na jaře roku 1915 z Výravy útočila ruská vojska, z Valentovců a Zbojného rakousko-uherské a německé vojsko. Údajně tam padlo na obou stranách 8 000 vojáků. Nedaleko zřícenin zámečku na hranici obci Zbojné, Valentovce a Výrava je vojenský hřbitov pro rakousko-uherská vojska, nacházejí se tam i další hřbitovy směrem na Výravu a Krásný Brod.